# 境関所
座標: 北緯36度58分37.2秒 東経137度37分33秒 / 北緯36.977000度 東経137.62583度
境関所（さかいせきしょ）は、北国街道の越中国（現富山県朝日町）と越後国（現新潟県糸魚川市）の国境に加賀藩が設けた関所。

## 概要
口留番所として設置していたものを、慶長19年（1614年）に正式に関所として整備した加賀藩領の東端にある関所。加賀藩はこの地を直轄地とし国境警備に重点をおいたので、全国でも最大級の規模をもつ関所であった。
境川を接して越後国側には幕府が設けて高田藩が預かった市振関所（関所間の距離は一里）があった。市振関所の先が有名な親不知の難所となる。
富山県が「境関所跡」として1965年10月1日に県の史跡に指定している。また、関連史料として境関所御囲絵図（2枚）と類従旧例古格（3冊）が1975年4月に朝日町指定文化財に指定された。

### 施設
明治2年（1869年）2月19日に廃止されるまで国境警備を行った。関所には、海辺や海上渡航改めをする浜関所、街道通行改めの関所、海上や山中を不法越境するものを見張る御亭（おちん）、藩主が宿泊した「御旅屋（おたや）」、射撃場、牢屋、役人の長屋、などがあった。
廃止後、跡地は境小学校を経て、1998年12月12日、若者等創作活動施設『関の館』が竣工した。

### 運営
奉行は2-3年交代、5,000石から1,500石までの家臣がこの任にあたった。境は製塩が盛んであったので、御塩奉行を寛政8年まで兼務した。関所は、寛文6年以降、奉行、与力、足軽、小者計約30人、具足60、槍70、鉄砲70、弓30が備えられていた。これは箱根関所の2倍の規模である。昼夜交代で通行人改めなどを行った。